# Myanophis thanlyinensis
Myanophis thanlyinensis — вид змій родини гомалопсових (Homalopsidae). Описаний у 2021 році. Умовно отруйна змія (реальної небезпеки для людини не становить). 

## Поширення
Ендемік М'янми. Описаний з двох чоловічих та двох жіночих зразків, знайдених в болотистій місцевості поблизу кампусу Східно-Янгонського університету в містечку Тханльїн (звідси і видова назва).

## Опис
Морфологічно вид найтісніше з муловими зміями Myrrophis і Gyiophis. Однак у нього є великі відмінності, наприклад, гладкі спинні лусочки, окремі носові лусочки, нестандартне число черевних, дорсальних і субкаудальних лусочок, а ще парний геміпеніс.